# Euplectes gierowii
Euplectes gierowii là một loài chim trong họ Ploceidae.